# میلنا میکونی
میلنا میکونی (انگلیسی: Milena Miconi؛ زادهٔ ۱۵ دسامبر ۱۹۷۱) هنرپیشه اهل ایتالیا است. وی از سال ۱۹۸۵ میلادی تاکنون مشغول فعالیت بوده‌است.
وی بازیگر فیلم‌هایی همچون کمیسر رکس، پدر ماتئو و درمان فوری بوده است.